# Mill Creek (Waszyngton)
Mill Creek – miasto w Stanach Zjednoczonych, w stanie Waszyngton, w hrabstwie Snohomish.